# Upeneus pori
Upeneus pori es una especie de peces de la familia Mullidae en el orden de los Perciformes.

## Morfología
• Los machos pueden llegar alcanzar los 19 cm de longitud total.

## Distribución geográfica
Se encuentra desde el Mar Rojo hasta el sur de Omán. También ha entrado en el Mediterráneo a través del Canal de Suez (Migración lessepsiana).

## Hábitat
Es un pez de mar.